# Diodor Sicilski
Diodor Sicilski (grč. Διόδωρος Σικελιώτης, 90. do 27. pr. Kr.), grčki je povjesničar koji se rodio u antičkom gradu Agiriumu na otoku Siciliji. Živio je u doba Cezarove vladavine.

## Djelo „Bibliotheca historica“
Opće Diodorovo djelo o povijesti jest Bibliotheca historica („Povijesna knjižnica“) koje se sastoji od četrdeset knjiga, od čega su sačuvanje samo one pod brojevima I.-V. i XI.-XX., koje dijelimo na tri dijela. Prve tri knjige spominju doba grčkih i ostalih plemena do vremena Trojanskog rata. Tematika tih djela je uglavnom geografska, a spominje se povijest i kultura Egipta (I.), Mezopotamije, Indije, Skitije i Arabije (II.), sjeverne Afrike (III.), te Grčke i Europe (IV.–VI.).
U sljedećem dijelu (knjige VII.-XVII.) govori o povijesti svijeta od Trojanskog rata do smrti Aleksandra Makedonskog. 
Zadnji dio (XVII.-XX.) opisuje povijesne događaje od Aleksandrovih nasljednika do oko 60. pr. Kr. odnosno Cezarovih Galskih ratova, čiji kraj nije sačuvan.

## Vanjske poveznice
- Diodor sa Sicilije (autor: Jona Lendering) Arhivirana inačica izvorne stranice od 29. prosinca 2011. (Wayback Machine)
- Diodor sa Sicilije: Rukopisi „Bibliotheca historice“
- Diodor sa Sicilije, Perseus Digital Library, str. 9.-17.
- C.H. Oldfather: Diodor sa Sicilije
- „Perseus Digital Library“ (grčki jezik)